# Eagle Strike
Eagle Strike is het vierde boek van de Alex Rider-serie en werd geschreven door de Engelse schrijver Anthony Horowitz. Het boek is vertaald naar het Nederlands door Annemarie van Ewyck. Het boek is eerder vertaald als Adelaarsspel.

## Verhaal
Alex Rider is op vakantie in Zuid-Frankrijk bij zijn vriendin Sabina Pleasure en haar ouders. Hij ziet er een oude bekende terug: Yassen Gregorovich, de Russische huurmoordenaar die zijn oom vermoord heeft. En daarna is Alex getuige van een moordaanslag op Edward Pleasure, de vader van Sabina. Als Alex Yassen even later volgt om er achter te komen wat hij hier doet neemt Yassen hem gevangen en laat hem vrij in een arena, samen met een stier. Na een groot gevecht weet Alex de stier om zeep te helpen en ontsnapt. Deze keer staat hij er echter alleen voor want de MI6 gelooft niets van wat Alex hen probeert duidelijk te maken: dat de gewaardeerde popster Damian Cray bij de zaak betrokken is. Alex gaat achter Cray aan en ontdekt uiteindelijk een gruwelijke waarheid. Even later weet hij Yassen ook nog te doden. Die beweert dat zijn vader een crimineel was.

## Televisieserie
Het tweede seizoen van de televisieserie Alex Rider is gebaseerd op dit boek en werd oorspronkelijk uitgezonden door IMDb TV op 3 december 2021. De serie was in Nederland te zien bij streamingsdienst Videoland en in België bij Streamz.